# Holzhof 6

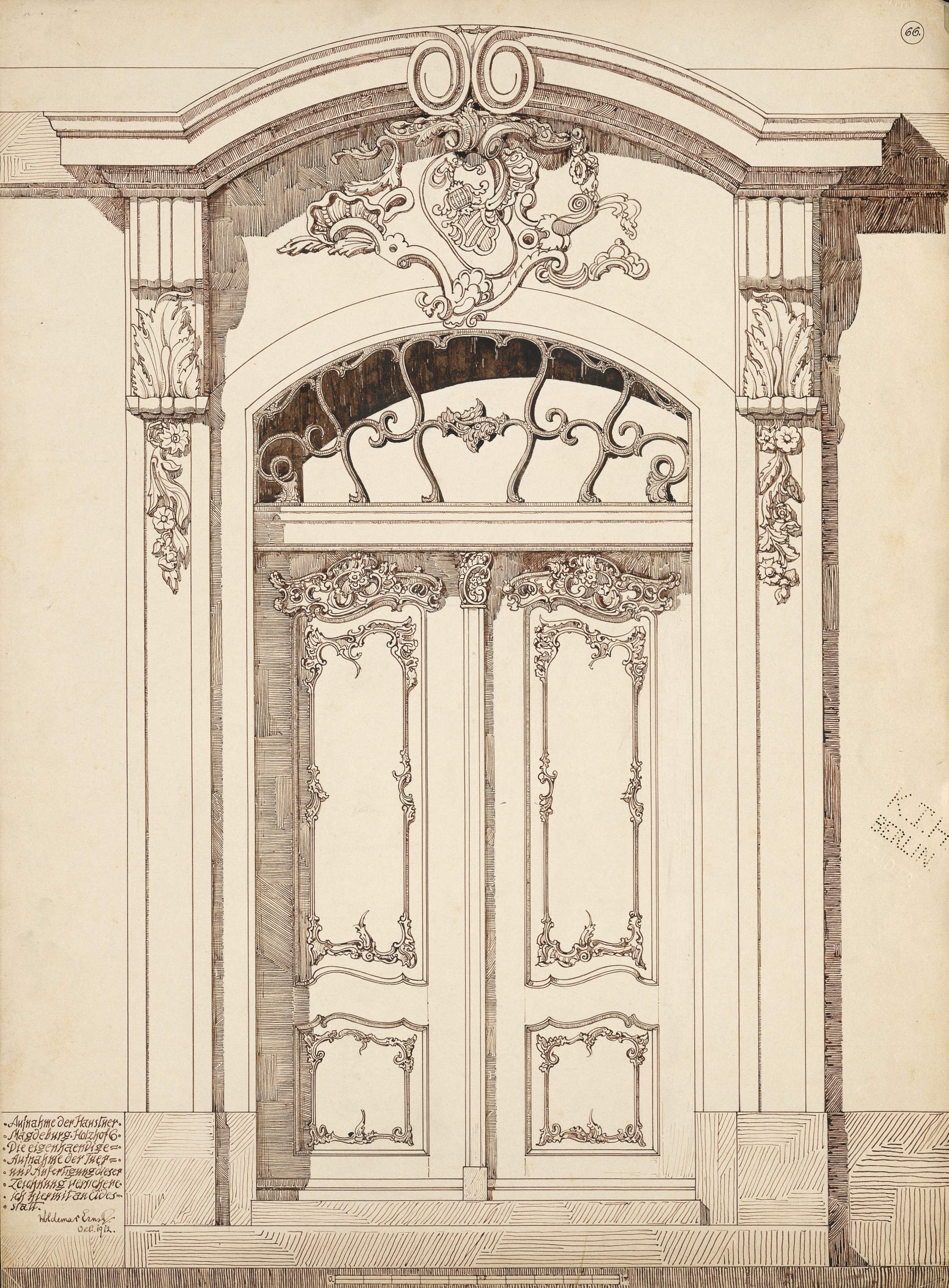
Haustür des Hauses Holzhof 6, Zeichnung von 1912

Das Haus Holzhof 6 war ein Gebäude in Magdeburg im heutigen Sachsen-Anhalt. Es wurde im Zweiten Weltkrieg zerstört und gilt als verlorengegangenes Baudenkmal.

## Lage
Es befand sich in der Magdeburger Altstadt auf der Westseite der Straße Holzhof am linksseitigen Ufer der Elbe. Rückseitig grenzte das Grundstück im Westen an die Werftstraße. Unmittelbar südlich grenzte das ebenfalls als Baudenkmal betrachtete Haus Holzhof 7 an. Beide Häuser waren ähnlich gestaltet. Heute befindet sich in diesem Bereich eine Parkanlage, etwas südlich der Gaststätte Petriförder.

## Geschichte
Seit dem Jahr 1731 gehörte das Haus Siegfried Ernst Wolff. Zum Grundstück gehörte als Hinterhaus auch das Haus Werftstraße 4. 1767 erwarb es der Kriegs- und Domänenrat Christoph Goßler, der dann in der Zeit nach 1767 das bis 1945 bestehen gebliebene Gebäude im Stil des Barock erbaute. Gleichzeitig erstand das ebenfalls Goßler gehörende Nachbarhaus Nummer 7.
Im Zweiten Weltkrieg wurde das Gebäude bei einem Luftangriff 1945 wie die umgebende Bebauung zerstört und danach nicht wieder aufgebaut. Die Ruine des Hauses wurde später abgerissen. Das Grundstück ist heute unbebaut und Teil einer Parkanlage.

## Architektur
Das zweigeschossige verputzte Gebäude hatte eine siebenachsige nach Osten ausgerichtete barocke Fassade. Einige Achsen waren in Form von jeweils zweiachsigen Risaliten vorgezogen. Die Gliederung erfolgte im Muster 1-2-1-2-1. Bedeckt wurde der Bau von einem Mansarddach. Mittig war ein von Pilastern flankiertes Portal angeordnet. Es wurde von einem auf Konsolen ruhenden Segmentbogen überspannt. Unterhalb des Bogens war ein Wappen des Bauherren Goßler mit einer asymmetrischen Rocaille angeordnet. Die Fenster des Erdgeschosses waren mit schmiedeeisernen Gittern versehen. Auf den Eckpunkten der Vorlage stand jeweils eine Figur. Im Übrigen präsentierte sich die Fassade schlicht ohne Zierrat. In der rechten äußeren Achse befand sich eine breit angelegte Durchfahrt. Der großzügig angelegte Hausflur führte vom Eingangsportal bis zum Hof und war mit Delfter Kacheln ausgelegt. Am Hof mündete der Flur in einen Vorbau, in dem sich das Treppenhaus befand. Auch die Hofseite war architektonisch gestaltet, wobei sowohl hier als auch auf der Rückseite zur Werftstraße jegliches zierendes Element fehlte, was den Bauten ein klassizistisches Erscheinungsbild gab. Der Hof schloss sich dahinter etwas nach rechts versetzt an und erweiterte sich nach hinten. Er war von zweigeschossigen Bauten umgeben. Zentral befand sich ein Giebel mit Öffnungen für die Einlagerung von Waren. In der Rückfront zur Werftstraße befand sich etwas nach Norden verschoben ein weiterer Giebel, der so als Point de vue der darauf abfallend zulaufenden Bibelgasse fungierte.